# Apuestas mutuas

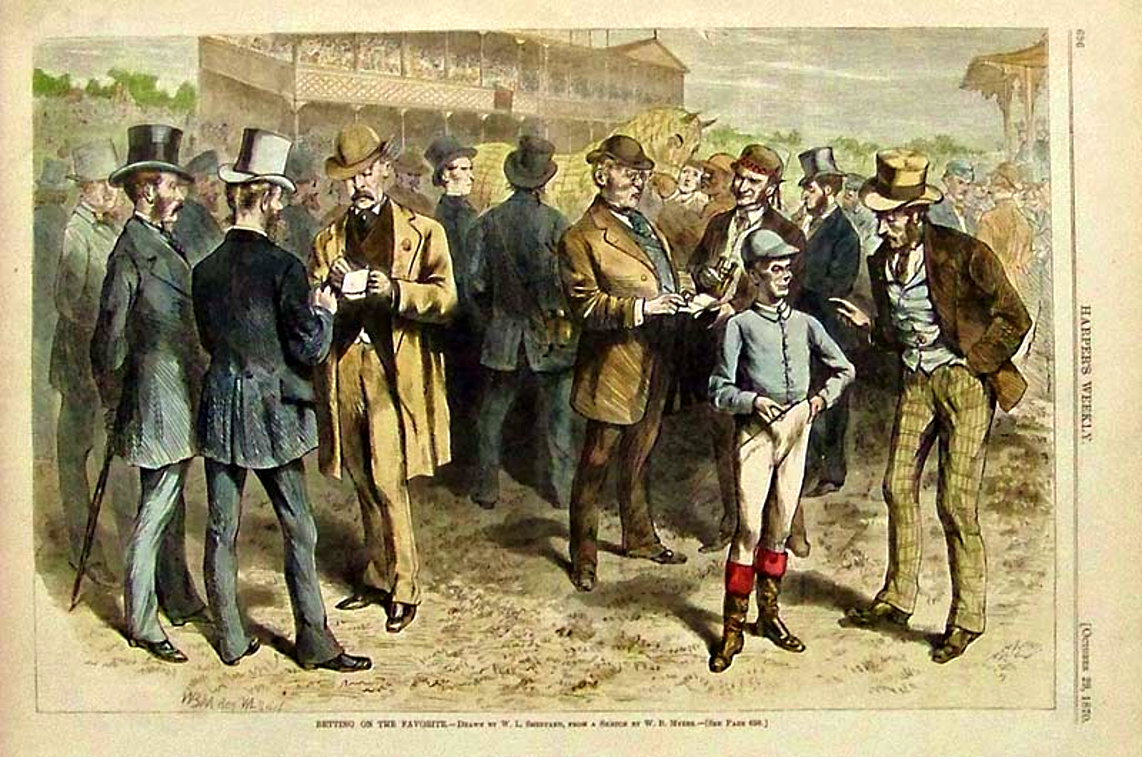
Apostando al favorito, un grabado en madera dibujado por W. L. Sheppard (a partir de un boceto de W. B. Myers) y publicado en Harper's Weekly, octubre de 1870.

Las apuestas mutuas o apuestas de totalizador son un sistema de apuestas en el que los apostadores colocan dinero en una bolsa común, y el dinero se reparte a las apuestas ganadoras en proporción al monto apostado.
Los dividendos se calculan dividiendo la bolsa a repartir entre el monto apostado al resultado ganador. Por tanto, dependen de los pronósticos de los apostadores, en vez de los pronósticos de la casa de apuestas. La comisión de la casa de apuestas y los impuestos se obtienen de una porción fija de la bolsa.
Este sistema se utiliza comúnmente en carreras de caballos, carreras de galgos y cesta punta, donde se establece un sistemas de apuestas centralizado.
El sistema lo creó el empresario catalán Josep Oller en el año 1867.

## Características
El sistema de apuestas mutuas tiene varias ventajas para las casas de apuestas. La ganancia es segura, al depender únicamente del monto apostado, y no del resultado. Las casas no necesitan predecir las probabilidades de los resultados, no necesitan protegerse de apuestas peligrosas, y no corren riesgo de quedar en bancarrota.
Desde el punto de vista de los apostadores, la principal desventaja es que si una persona realiza apuesta fuerte a un resultado, los dividendos de ese resultado descienden abruptamente, lo que perjudica al propio apostador y a los demás apostadores de ese resultado.
Al igual que en otras apuestas, los apostadores que pretenden ganar dinero deben comparar los dividendos de cada resultado con la probabilidad teórica de cada resultado. La probabilidad teórica de cada resultado puede no coincidir con los dividendos de las apuestas mutuas. Es decir, es posible que la proporción de la bolsa correspondiente a dicho resultado sea mayor o menor a la probabilidad teórica de dicho resultado.
La casa de apuestas puede estafar a los apostadores si miente al declarar la bolsa a repartir y los respectos dividendos. Para evitarlo, se inventó el totalizador, un tablero que muestra los dividendos en un tablero sobre la base de los datos ingresados.

## Ejemplo
Supongamos que se realiza una carrera entre seis competidores. Las apuestas totales a cada competidor son las siguientes:
| Competidores | Amarillo | Blanco   | Celeste  | Dorado   | Esmeralda | Fucsia  | Total     |  |
| Apuestas     | $ 40 000 | $ 30 000 | $ 20 000 | $ 15 000 | $ 10 000  | $ 5 000 | $ 120 000 |  |

Si la casa de apuestas cobra una comisión de $ 20 000, entonces la bolsa a repartir será de $ 100 000. Por tanto, si el ganador fue el competidor Amarillo, los $ 100 000 se repartirán proporcionalmente a los $ 40 000 apostados. De este modo, los apostadores del competidor Amarillo recibirán $ 2,5 de dividendos por cada $ 1 apostado. 
| Competidor | Amarillo | Blanco | Celeste | Dorado | Esmeralda | Fucsia  |
| Dividendos | $ 2,50   | $ 3,33 | $ 5,00  | $ 6,67 | $ 10,00   | $ 20,00 |